# Jason Dawe
Jason Dawe (Camelford, 4 maggio 1967) è un conduttore televisivo, giornalista automobilistico britannico.

## Biografia
Nato in Cornovaglia in Inghilterra nel 4 maggio 1967 Jason Dawe ha lavorato in diverse concessionarie di auto e come insegnante, sempre nel settore automobilistico. Nel 2002 quando venne rilanciato il programma televisivo Top Gear, Dawe divenne co-presentatore insieme a Jeremy Clarkson e Richard Hammond, il suo compito era di trovare le migliori occasioni di auto nuove o usate mentre gli altri due co-presentatori recensivano supercar e svolgevano delle sfide automobilistiche. Dalla stagione successiva però venne sostituito da James May.
Dawe è un giornalista che pubblica articoli automobilistici sul The Sunday Times, i suoi articoli riguardano le auto nuove e usate. Oltre a pubblicare articoli registra anche delle video recensioni insieme al collega Nick Rufford. Scrive inoltre per altre riviste automobilistiche e spesso è ospite di trasmissioni radio e TV automobilistiche.
Dawe ha anche presentato Used Car Roadshow insieme a Penny Mallory, trasmessa da Men & Motors su ITV4.